# Красицькі

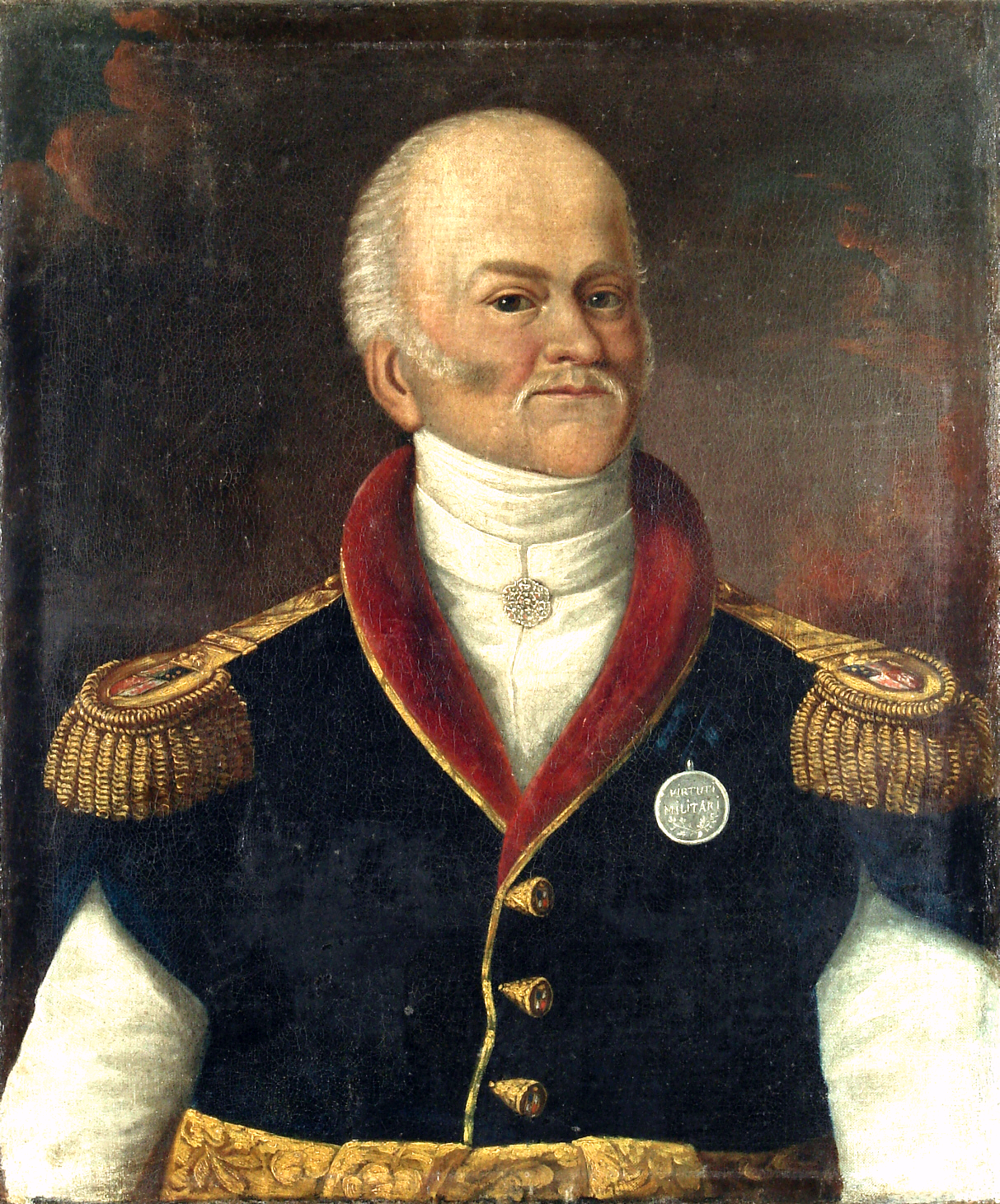
Ксаверій Францішек Красіцький

Красицькі гербу Рогаля - шляхетський польський рід. 
Рід Красицьких вперше згадується в XV столітті. Це були  магнати в Речі Посполитій.

## Історія
Сім'я Красицькі походила з Мазурії. Сецень - їх сімейне помістя. До того ж, вони вживали ім'я Сеценські ( z Siecina ). Ця родина успадкувала замок у Красичині. Потім Красицькі отримали земельні наділи на Перемишльському Передгір’ї та Сяноцькій землі.
1 липня 1631 року два брати отримали титули графів: подільський воєвода Марцін (помер бездітним) і галицький прапороносець Єжи (батько Адама Владислава, дід Кароля Олександра). 
Родина отримала підтвердження титулу в Австрії та Галичині в 1786 (Антоній), а також у Російській імперії в 1844 (Леон), 1866 (Францишек Ксаверій Ігнацій) і 1882, визнана там графами в 1852 (Нарциз Євгеніуш, Леопольд Олександр, Марцелі).

## Відомі члени сім’ї
- Серпень Красіцький
- Ян Божи Красіцький
- Кароль Олександр Красіцький
- Ксаверій Францішек Красіцький
- Ігнацій Красіцький [1]

## Герб

Родинним гербом була Рогала .

## Резиденції

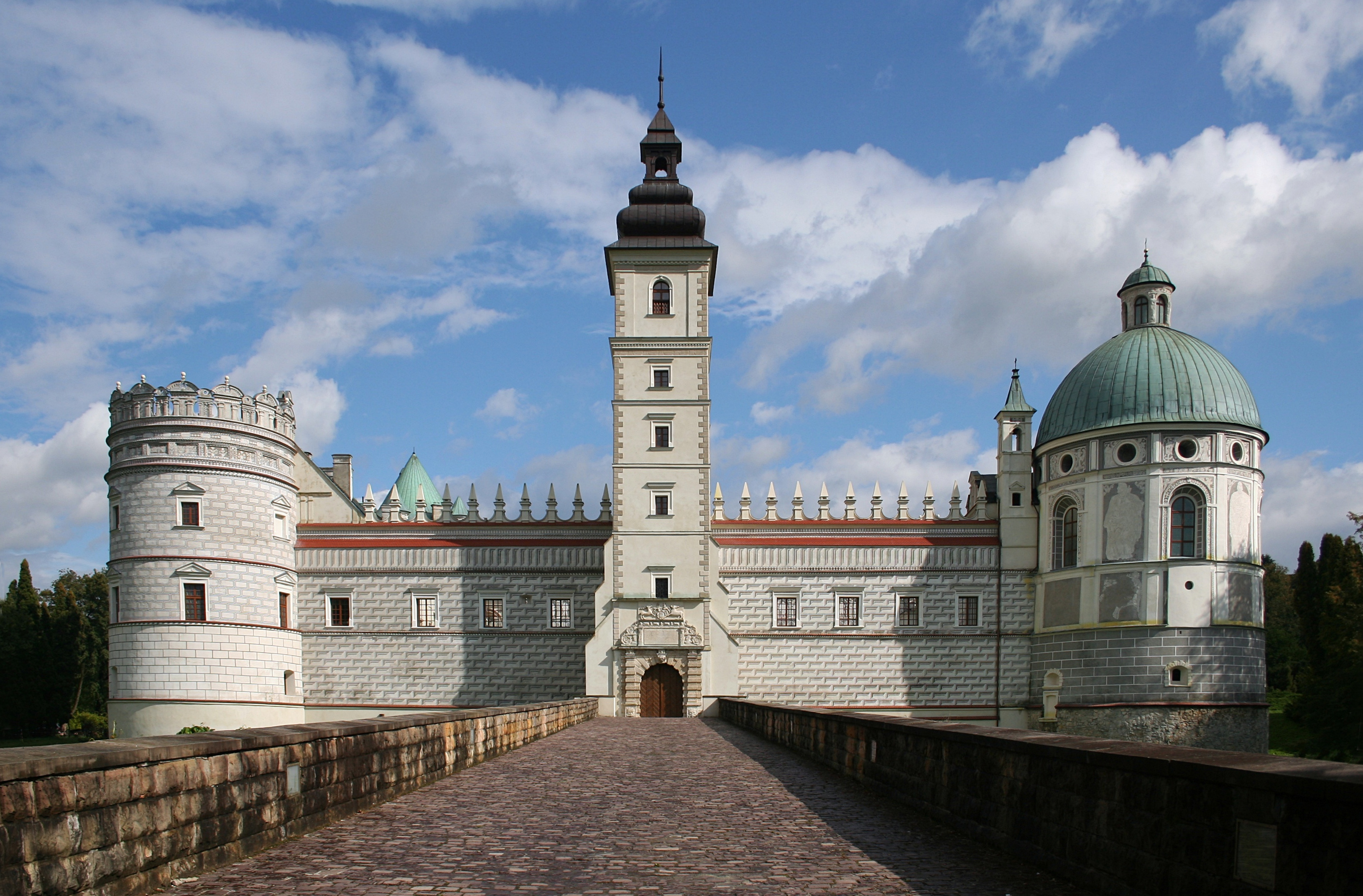
Красичинський замок
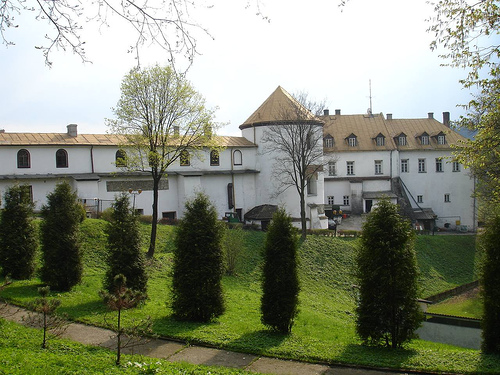
Замок у Лесько